# Giulia Pagano
Giulia Pagano (Milano, 3 marzo 1990) è una calciatrice italiana, di ruolo difensore.

## Carriera
Cresciuta nelle giovanili del ACF Milan, viene inserita in rosa nella prima squadra che disputa la Serie A nel corso della stagione 2005-2006.
Nell'estate 2012 trova un accordo con l'Inter Milano per giocare in Serie A2 dalla stagione entrante. Alla sua prima stagione in nerazzurro condivide con le compagne la conquista della prima posizione nel girone e la conseguente promozione in Serie A e, nella successiva, la retrocessione in cadetteria.
In seguito si trasferisce alla Riozzese, società con cui riparte dalla Serie C regionale e che al termine della stagione 2015-2016 conquista il primo posto nel girone unico della Serie C Lombardia. La stagione 2015-2016 è la sua ultima in maglia rosanero dove nel campionato di Serie B 2016-2017 scende in campo solamente in sei incontri.

## Palmarès
- Campionato italiano di Serie A2: 1

Inter Milano: 2012-2013